# Jeroen Meijers
Jeroen Meijers (Tilburg, 12 gennaio 1993) è un ciclista su strada e ciclocrossista olandese, che corre con il Victoria Sports Pro Cycling Team.

## Palmarès

### Strada
- 2013 (WV De Jonge Renner, una vittoria)

1ª tappa Carpathian Couriers Race (Dohňany > Dohňany)
- 2016 (Rabobank Development Team, due vittorie)

Flèche Ardennaise
Classifica generale Kreiz Breizh Elites
- 2019 (Taiyuan Miogee Cycling Team, due vittorie)

1ª tappa Tour de Filipinas (Tagaytay > Tagaytay)
Classifica generale Tour de Filipinas
2ª tappa Tour of Indonesia (Madiun > Kota Batu)
4ª tappa Tour of China I (Zhijiang > Zhijiang)
Classifica generale Tour of China I
- 2022 (Terengganu Polygon Cycling Team, una vittoria)

Grand Prix Erciyes
- 2023 (Terengganu Polygon Cycling Team, due vittorie)

4ª tappa Tour de Taiwan (Nantou > Xianshan)
Classifica generale Tour de Taiwan
- 2024 (Victoria Sports Pro Cycling Team, una vittoria)

Oita Urban Classic Road Race
- 2025 (Victoria Sports Pro Cycling Team, una vittoria)

1ª tappa Tour de Banyuwangi Ijen (Pesanggaran > Banyuwangi)

#### Altri successi
- 2013 (WV De Jonge Renner)

Wim Hendriks Trofee
Classifica giovani Carpathian Couriers Race
- 2015 (Rabobank Development Team)

Eurode Omloop
- 2016 (Rabobank Development Team)

Classifica a punti Tour de Bretagne
Eurode Omloop
- 2023 (Terengganu Polygon Cycling Team)

Classifica a punti Tour of Yiğido
- 2024 (Victoria Sports Pro Cycling Team)

1ª tappa Tour Gateh D'Tranung (Marang > Marang)
Classifica generale Tour Gateh D'Tranung
- 2025 (Victoria Sports Pro Cycling Team)

Classifica a punti Tour de Banyuwangi Ijen

### Ciclocross
- 2009 (Juniores)

Dordrecht (Zuid-Holland), Juniores
GP Région Wallone, Dottignies (Hainaut), Juniores
Woerden, (Zuid-Holland), Juniores
Boxtel, (Noord-Brabant), Juniores

## Piazzamenti

### Classiche monumento
- Liegi-Bastogne-Liegi

2017: 129º

### Competizioni europee
- Campionati europei di ciclocross

Francoforte 2010 - Junior: 34º
- Campionati europei su strada

Offida 2011 - In linea Junior: 23º